# Воркута
Воркута (рус. Воркута) град је у Русији, у републици Комији. Налази се северно од Арктичког круга у Печорском рударском басену. Према попису становништва из 2010. у граду је живело 70.551 становника.
Град је настао из једног од гулага, основаног 1932. године. На улазу у Воркуту је стајао натпис: „Рад у Совјетском Савезу је ствар части, славе, поноса и херојства“.

## Историја
Воркута је постала град 1942. године. Бројни сабирни логори, гулази, су били распуштени током друге половине педесетих, али је пар таквих постојао у околини Воркуте још током осамдесетих година прошлог века.
На самом почетку овог века бројни рудници су затворени, због повећаних трошкова производње. Долазило је до радничких немира. 
Током Хладног рата у Воркути је била војна база за стратешке бомбардере. 

## Становништво
Према прелиминарним подацима са пописа, у граду је 2010. живело 70.551 становника, 14.366 (16,92%) мање него 2002.
| 1959.  | 1970.  | 1979.   | 1989.   | 2002.  | 2010.  |
| ------ | ------ | ------- | ------- | ------ | ------ |
| 55.668 | 89.742 | 100.210 | 115.646 | 84.917 | 70.548 |

## Партнерски градови
- Антананариво
- Вологда